# Knut Nordahl
Knut Nordahl   (Hörnefors, 13 de gener de 1920 - Krokom, 28 d'octubre de 1984) fou un futbolista suec de la dècada de 1940.
Fou 26 cops internacional amb la selecció sueca amb la qual participà en els Jocs Olímpics d'Estiu de 1948. Pel que fa a clubs, defensà els colors de IFK Norrköping, AS Roma.
Era germà dels també futbolistes Bertil i Gunnar Nordahl.